# 沙爾博湖
53°42′54″N 11°57′39″E / 53.71500°N 11.96083°E
沙爾博湖（德語：Scharbower See），是德國的湖泊，位於該國東北部梅克倫堡-前波美拉尼亞州，由路德維希斯盧斯特-帕爾希姆縣負責管轄，長0.7公里、寬0.3公里，面積1.2平方公里，海拔高度25米。